# 本宮駅 (富山県)
本宮駅（ほんぐうえき）は、富山県富山市本宮にある富山地方鉄道立山線の駅である。駅番号はT55。

## 歴史
かつて当駅の立山駅寄りには芦峅寺駅と粟巣野駅が存在していた。芦峅寺駅は有峰ダム建設による千垣駅以東の建設ルート変更によって、芦峅寺を通らないことになり、芦峅寺の集落まで架橋することを条件に、対岸に駅を設置したものである。しかし、肝心の橋は富山県の財政難により、架橋が遅れたため、利用客の少ない芦峅寺駅は廃止された。なお、橋自体は後に立山大橋として開通している。粟巣野駅は1955年（昭和30年）7月1日に千寿ヶ原駅（現在の立山駅）が開業するまではこの駅が路線の終点であり、多くの立山登山者やスキー客で賑わった。千寿ヶ原駅延長後も上記スキー場へのアクセス駅として残ったが、スキー場にたどり着くまでに距離があることや急坂を登る必要があったためにほとんど利用されず、1981年（昭和56年）5月22日に廃止となった。

### 年表
- 1937年（昭和12年）10月1日：富山県営鉄道、千垣駅 - 旧・粟巣野駅の開通により開業。
- 1942年（昭和17年）6月1日：千垣駅 - 粟巣野駅間を富山県営鉄道から日本発送電に譲渡。 日本発送電の駅となる。
- 1943年（昭和18年）1月1日：富山県営鉄道と日本発送電の交通事業が統合し、富山地方鉄道発足。富山地方鉄道の駅となる。
- 1954年（昭和29年）4月1日：小見駅（現在の有峰口駅） - 旧・粟巣野駅間が立山開発鉄道に譲渡され、立山開発鉄道の駅となる。
- 1962年（昭和37年）4月1日：小見駅 - 千寿ヶ原駅（現在の立山駅）が富山地方鉄道に譲渡され、再び富山地方鉄道の駅となる。

## 駅構造
単式ホーム1面1線を持つ地上駅。木造駅舎を有する。
備考
- かつての交換設備の跡が残っている。以前は相対式ホーム2面2線であった。

## 利用状況
「富山市統計書」によると、2019年度の1日平均乗車人員は18人である。
近年の1日平均乗車人員は以下の通り。
| 年度   | 1日平均 乗車人員 |
| ------ | ---------------- |
| 2006年 | 13               |
| 2007年 | 13               |
| 2008年 | 14               |
| 2009年 | 13               |
| 2010年 | 14               |
| 2011年 | 13               |
| 2012年 | 13               |
| 2013年 | 13               |
| 2014年 | 12               |
| 2015年 | 13               |
| 2016年 | 19               |
| 2017年 | 12               |
| 2018年 | 16               |
| 2019年 | 18               |
| 2020年 | 15               |
| 2021年 | 16               |
| 2022年 | 25               |

## 駅周辺
- 立山山麓スキー場
  - 極楽坂エリア（旧・極楽坂スキー場）

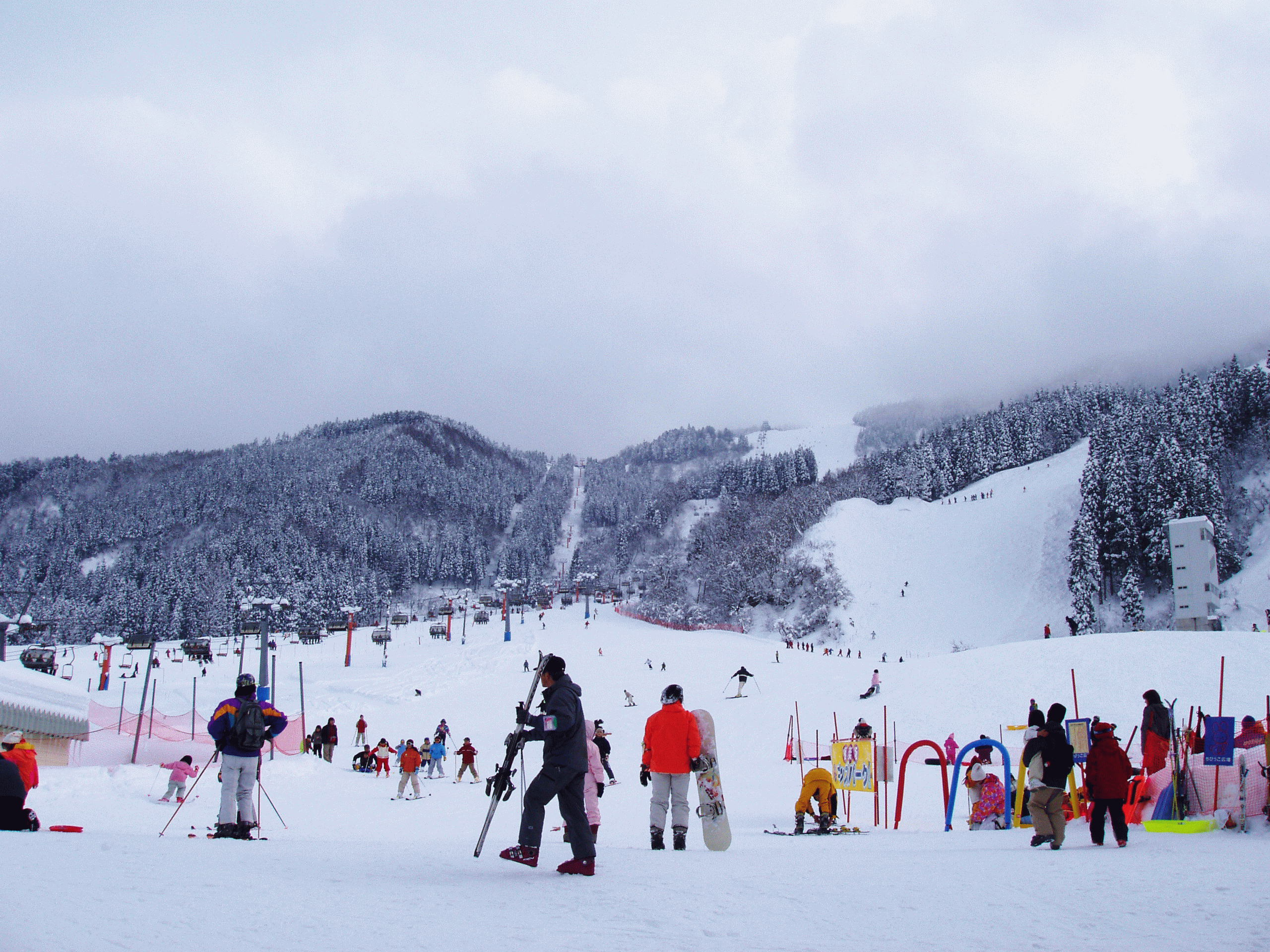
極楽坂スキー場（2004年1月）

  - らいちょうバレーエリア（旧・らいちょうバレースキー場）
  - あわすのスキー場

立山駅より路線バスを利用する方が便利である。また「本宮」の名の通り、直線距離では雄山神社中宮祈願殿および富山県立山博物館に最も近いが、間を流れる常願寺川を渡る橋が無いため、2つ手前の千垣駅を利用した方が良い。
- 与四兵衛山

## 隣の駅
富山地方鉄道
■立山線
■アルペン特急・■特急
通過
■普通
有峰口駅 (T54) - 本宮駅 (T55) - 立山駅 (T56)